# Цыань
Цыань, Цы Ань (12 августа 1837 — 8 апреля 1881) — китайская императрица эпохи Цин, супруга императора Ичжу, правящего под девизом «Сяньфэн». Императрица-консорт в 1852-1861 годах, регент Китайской Империи в 1861—1881 годах.

## Биография

### Ранние годы
Будущая императрица родилась 12 августа 1837 года в Пекине и происходила из маньчжурской аристократической семьи. Родителями девушки были Нюгуру Миянга, наместник в провинции Гуанси, и его наложница из рода Цзян, имя которой неизвестно. О её молодых годах известно очень мало — вероятно, она получила минимальные знания, необходимые для представительницы знати. В 1850 году первая жена императора скончалась, а она сама стала Императорской наложницей четвёртого ранга. 24 июля 1852 года девушка была избрана новой императрицей.

### Императрица
Получив титул императрицы, Цыань стала самой уважаемой женщиной в императорском гареме, возглавив его. Супруги любили друг друга. Доброта и бескорыстность императрицы позволили ей завоевать уважение не только в гареме, но и среди знати. Вскоре императрица подружилась с наложницей третьего ранга, которую звали Цыси. По некоторым источникам, она спасла жизнь императрицы, распознав в её бокале яд. Цыань не могла иметь детей, что ставило под удар продолжение императорской династии. Когда император решил, что ему нужен наследник, он предложил императрице выбрать для этого наложницу, и Цыань выбрала Цыси, которая перешла в ранг Драгоценных наложниц.
В 1856 году Цыси родила мальчика, наречённого Цзайчунь. Многие историки считают, что на самом деле ребёнок был рождён молодой служанкой Чуин, убитой сразу после родов. В реальности служанка Чуин не была убита Цыси, а стала наложницей 5 ранга и умерла в 1888 году. Статус матери наследника престола усилил влияние Цыси при дворе. Сразу же после рождения, императрица отобрала ребёнка у Цыси и начала воспитывать его самостоятельно. Однако позиции Цыси становились всё крепче, и вскоре она полностью завладела сердцем императора, после чего начала активно вмешиваться в политическую жизнь империи. Цыань настораживало то, как ловко и безжалостно Цыси избавлялась от других наложниц императора — она видела в этом угрозу своей жизни. Такое поведение сделало Цыси главным недругом Цыань. Императрица пыталась разоблачить Цыси, сообщив императору о её ложной беременности, что, впрочем, ей не удалось. В последующем, Цыань всё же смогла сохранить своё влияние на императора и государственные дела.

### Регентство
22 августа 1861 года умер император Сяньфэн. Она стала императрицей-вдовой, получив имя Цыань, что означает «Милостивая и та, что посылает спокойствие». С самого начала Цыань столкнулась с попыткой влиятельных сановников Су Шуня, Цзай Юаня, Дуаньхуа и других взять власть вместо малолетнего сына Сяньфэна — Тунчжи. Эти сановники планировали отправить Цыань и других жён умершего императора в монастырь. Поэтому Цыань заключила союз с влиятельной наложницей Цыси. К ним присоединились братья Сяньфэна — принцы Гунь и Чунь. Благодаря этому удалось предотвратить заговор Су Шуня и его сообщников; последних казнили. Цыань получила титул вдовствующей императрицы Восточного дворца, Цыси — вдовствующей императрицы Западного дворца. Они обе стали регентами империи. При этом статус Цыань был выше, она также непосредственно занималась воспитанием молодого императора Тунчжи.
Политическая власть в равной степени принадлежала обеим женщинам, однако, Цыань, не стремившаяся обрести влияние, передала всю полноту власти в руки Цыси.
Коварство, высокомерие и стремление Цыси к единоличной власти негативно отразились на её отношениях с Цыань. Тогда Цыань вступила в сговор с князем Гунем, чтобы совместно с ним противодействовать интригам Цыси, чьи позиции становились крепче. Наиболее весомым их действием была организация казни влиятельного евнуха и фаворита Цыси, Ань Дэхая. Именно Цыань дала письменное согласие на казнь Аня. Поступок императрицы внёс окончательный разлад в отношения женщин.
В 1872 году Цыань вместе с Цыси принимала участие в выборе жены для императора Тунчжи. Она настаивала на выборе Алуте в качестве императрицы, утверждая, что императрица должна подавать пример высокими моральными стандартами. Молодой император согласился с выбором Цыань.
27 апреля 1873 года император Тунчжи достиг совершеннолетия, что означало окончание регентства Цыань и Цыси. Однако Цыань сохранила влияние на императора, учитывая то, что он больше прислушивался к ней, чем к своей матери.
В январе 1874 года Тунчжи тяжело заболел. Регентство Цыань и Цыси было восстановлено. 12 января 1875 года император Тунчжи скончался от сифилиса. В его смерти молва обвинила Цыси. Его жена умерла от недоедания 3 месяца спустя. Новым императором определили племянника Цыси, Гуансюя. С этого момента влияние Цыань постепенно уменьшалось, власть начала переходить к Цыси.
В 1877 году Цыси заболела. Цыань незамедлительно воспользовалась этим, сосредоточив верховную власть в своих руках. В 1877-1879 годах она единолично управляла целой империей. Одним из важнейших вопросов, который удалось решить Цыань, был вопрос с принадлежностью Илийского края. Благодаря умелым действиям правительства во главе с Цыань и поддержке Англии и Франции, Китаю в итоге удалось добиться возвращения этой территории у Российской Империи.
В 1879 году здоровье Цыси значительно улучшилось, поэтому она решила возвратить утраченную власть. Однако Цыань не собиралась её терять, что положило начало противостоянию двух вдовствующих императриц. В 1880 году во время проведения траурных церемоний на могиле императора Сяньфэна, вражда между Цыань и Цыси переросла в открытый конфликт. Тогда Цыань получила преимущество, но Цыси не желала с этим мириться.
8 апреля 1881 года во время аудиенции в своём дворце, вдовствующая императрица-регент Цыань внезапно умерла. Вероятнее всего, императрица была отравлена по приказу Цыси, так как за несколько часов до смерти та послала Цыань лепёшки из отварного риса. Причиной убийства мог послужить случай, когда Цыань, неожиданно войдя в покои Цыси, обнаружила новорождённого ребенка (притом, что Цыси несколько месяцев не появлялась на людях из-за неведомой болезни).
Похоронена вдовствующая императрица в Восточных гробницах Цин, в мавзолее Пусянъюй на восток от Динлина (普祥峪定东陵).